# ویستا ارموسا (متا)
ویستا ارموسا (متا) (به اسپانیایی: Vista Hermosa, Meta) یک سکونتگاه مسکونی در کلمبیا است که در بخش متا واقع شده‌است.